# Ли Хак Сон
Ли Хак Сон (род. 12 августа 1969; Корейская Народно-Демократическая Республика) — северокорейский борец вольного стиля, чемпион Олимпийских игр, призёр чемпионата мира, двукратный чемпион Азии.

## Биография
В 1988 году победил на чемпионате Азии, в 1989 году на чемпионате мира стал вторым. В 1992 году стал двукратным чемпионом Азии.
На Летних Олимпийских играх 1992 года в Барселоне боролся в категории до 52 килограммов (наилегчайший вес). Участники турнира, числом в 18 человек в категории, были разделены на две группы. За победу в схватках присуждались баллы, от 4 баллов за чистую победу и 0 баллов за чистое поражение. В каждой группе определялись пять борцов с наибольшими баллами (борьба проходила по системе с выбыванием после двух поражений) и они разыгрывали между собой места с первое по восьмое. Победители групп встречались в схватке за первое-второе места, занявшие второе место — за третье-четвёртое места и так далее. Ли Хак Сон, победив во всех схватках, стал чемпионом олимпийских игр.
| Круг  | Соперник               | Страна                    | Результат | Основание                               | Время схватки |
| ----- | ---------------------- | ------------------------- | --------- | --------------------------------------- | ------------- |
| 1     | Джо Озити              | Нигерия                   | Победа    | 15-0 (за явным преимуществом) (4 балла) | 4:40          |
| 2     | Церенбаатарин Энхбайар | Монголия                  | Победа    | 4-0 (3 балла)                           |               |
| 3     | Шэн Стэннет            | Новая Зеландия            | Победа    | Туше (4 балла)                          | 3:22          |
| 4     | Маджид Торкан          | Иран                      | Победа    | 4-0 (3 балла)                           |               |
| 5     | Ахмет Орел             | Турция                    | Победа    | 17-8 (3 балла)                          |               |
| 6     | Валентин Йорданов      | Болгария                  | Победа    | 6-4 (3 балла)                           |               |
| Финал | Зик Джонс              | Соединённые Штаты Америки | Победа    | 8-1 (3 балла)                           |               |

В 1993 занял второе место на чемпионате Азии.

## В филателии
20 декабря 1992 года КНДР выпустила почтовую марку из серии «Победители XXV Олимпийских игр» с изображением Ли Хак Сона, золотой медали Олимпиады, пиктограммы вольной борьбы и флага КНДР (Sc #3166). Эта марка также вошла в состав малого листа, выпущенного в упомянутой серии.